# Zhirendong
Zhirendong (Homo sapiens-Höhle) ist eine Fundstätte von homininen Fossilien im Mulan-Gebirge (Mulanshan) in der Nähe von Chongzuo (Volksrepublik China; Geodaten: 22° 17′ 13,6″ N, 107° 30′ 45,1″ O). Die Höhle liegt 179 Meter über dem Meeresspiegel und 34 Meter über dem Fluss Hejiang in einem zur Flussebene steil abfallenden kegelförmigen Karst-Hügel aus triassischem Kalkstein; im Jungpleistozän war der Höhenunterschied zur Flussebene wesentlich geringer.
Die nur wenige Meter breite, doppelt s-förmig gewundene Höhle reicht ungefähr 25 Meter tief ins Gestein hinein und weist am Ende eine um 90 Grad nach links gerichtete schmale Kammer auf. Der hintere Bereich wurde während des Pleistozäns mit angewehtem Sediment verfüllt, das später durch geologische Prozesse wieder verloren ging. Durch Einschwemmungen eines Gewässers wurden nachfolgend Fossilien führende Sedimente abgelegt, die im hintersten Höhlenbereich bis in die Gegenwart erhalten geblieben sind.
Für die Fossilien führenden Schichten wurde aufgrund radiometrischer Datierung ein Alter von 100.000 bis 113.000 Jahren berechnet. Zwei hier geborgene Zähne (Zhiren 1 und 2) sowie ein zahnloser Unterkiefer (Zhiren 3; erhalten sind die Bereiche der Frontzähne sowie von drei Backenzähnen) wurden von ihren chinesischen Entdeckern als vom archaischen Homo sapiens stammend und als Stütze der von ihnen vertretenen Hypothese vom multiregionalen Ursprung des modernen Menschen interpretiert. Andere Forscher interpretieren die Merkmale des Unterkiefers dahingehend, dass sie am ehesten den Peking-Menschen ähneln, das heißt, Homo erectus zugehörig sind.
Sollten die stammesgeschichtliche Einordnung (als Homo sapiens statt Homo erectus) und die Datierung zutreffend sein, würde es sich um die ältesten Funde von Homo sapiens in der Region handeln. Diese Zuordnung widerspricht aber genetischen Befunden zur Ausbreitung des Menschen vor rund 60.000 Jahren und ist daher auch aus diesem Grund umstritten. Möglicherweise besteht aber auch gar kein Widerspruch zwischen den genetischen Befunden und der Deutung der Fossilien als dem frühen Homo sapiens zugehörig: Erörtert wird in Fachkreisen auch die Möglichkeit, dass es vor der – heute noch anhand genetischer Befunde nachweisbaren – Ausbreitung des Menschen aus Afrika eine frühere Ausbreitungswelle gegeben haben könnte, deren Spuren nur in Form von Fossilien erhalten geblieben sind.

## Belege
1. ↑  Ian Tattersall: Masters of the Planet. The Search for Our Human Origins. Palgrave Macmillan, New York 2012, S. 196, ISBN 978-0-230-10875-2.
2. ↑  Robin Dennell: Palaeoanthropology: Early Homo sapiens in China. In: Nature. Band 468, 2010, S. 512–513, doi:10.1038/468512a.
3. ↑  James F. O’Connell, Jim Allen,  Martin A. J. Williams et al.: When did Homo sapiens first reach Southeast Asia and Sahul? In: PNAS. Band 115, Nr. 34, 2018, S. 8482–8490, doi:10.1073/pnas.1808385115.
4. ↑  Hugo Reyes-Centeno et al.: Genomic and cranial phenotype data support multiple modern human dispersals from Africa and a southern route into Asia. In: PNAS. Band 111, Nr. 20, 2014, S. 7248–7253, doi:10.1073/pnas.1323666111.
5. ↑  Catherine Brahic: Humanity's forgotten pioneers. In: New Scientist. Band 223, Nr. 2981, 2014, S. 10, doi:10.1016/S0262-4079(14)61516-5.